# اوریت گاردیش
اوریت گاردیش (عبری: אורית גדיש‎؛ زادهٔ ۳۱ ژانویهٔ ۱۹۵۱) کارآفرین، بازرگان و مدیر ارشد اجرایی آمریکایی اسرائیلی‌تبار است، که در حال حاضر به‌عنوان رئیس هیئت مدیره شرکت بین اند کمپانی فعالیت می‌کند.